# Dasylophus
Dasylophus — рід зозулеподібних птахів родини зозулевих (Cuculidae). Представники цього роду є ендеміками Філіппін. Раніше їх відносили до роду Малкога (Phaenicophaeus)

## Види
Виділяють два види:
- Малкога червоночуба (Dasylophus superciliosus)
- Малкога лусонська (Dasylophus cumingi)

## Етимологія
Наукова назва роду Dasylophus походить від сполучення слів дав.-гр. δασυς — волохатий і κρoταφoς — скроні..